# Анфим III
Патриа́рх Анфи́мий III (греч. Πατριάρχης Άνθιμος Γ΄, в миру фамилия — Хориано́пулос, греч. Χωριανόπουλος; 1762, остров Наксос — 1842, Смирна) — патриарх Константинопольский, занимавший престол с 1822 года до июля 1824 года.

## Биография
Родился в 1762 году в местечке Коронида (Комиаки) на острове Наксосе. Его отец был сельским священником и происходил родом с Пелопоннеса (Лакония).
Был рукоположён во диакона при патриархе Неофите VII, а в 1791 году возведён в сан великого архидиакона. В апреле 1797 года был назначен протосинкеллом Константинопольского патриархата.
В 1797 году в качестве преемника епископа Григория был избран епископом Смирны.
В 1821 году избран митрополитом Халкидонским. Был арестован османскими властями в отместку за поддержку греческой революции вместе с другими иерархами и священниками и на семь месяцев заключён в тюрьму в Константинополе.
В 1822 году, после казни патриарха Григория V и кратковременного пребывания на престоле патриарха Евгения II, митрополит Анфимий, который пребывал ещё в тюрьме, был избран на патриарший престол.
В бытность патриархом ему удалось сохранить независимость архиепископии Кипра в период, когда турки совершали казни духовенства, а епископат выступал за синодальную отмену автокефалии Церкви Кипра.
В 1824 году патриарх был низложен по приказу султана в связи с тем, что отказался сотрудничать с ним против последователей греческой революции, а также высказывания в пользу независимости сербов от Османской империи. Был выслан в Хриссополи (Скутари), а затем сослан в монастырь Иоанна Крестителя в Кесарии Каппадокийской. Многие месяцы изгнания подорвали его здоровье, и в декабре 1825 года султан разрешил ему вернуться в Измир. Проживал в небольшой квартире в Пано Махала и много трудился над устроением местной церковной жизни. В 1831 и 1833 годах был губернатором в Измире.
Скончался в 1842 году в больнице Смирны и завещал всё своё имущество Церкви и благотворительным организациям города. Отпевание и погребение было совершено в Ефесе, где он был похоронен в церкви Святого Иоанна Богослова.